# Adnexe
Als die Adnexe (deutsch das Anhangsgebilde, lateinischer Plural Adnexa oder deutsch Adnexen) bezeichnet man in der medizinischen Fachsprache meist den Eierstock (lateinisch das Ovarium, griechisch das Oophoron) und den Eileiter (lateinisch die Tuba uterina, griechisch die Salpinx); seltener wird für den Samenleiter, das Samenbläschen, die Prostatadrüse und den Nebenhoden die Bezeichnung männliche Adnexe gebraucht. Der Begriff wird auch als Synonym für Hautanhangsgebilde und für die Anhangsorgane des Auges verwendet.
Der zusammenfassende Begriff bei den weiblichen Geschlechtsorganen wurde eingeführt, weil sie wie Anhängsel der Gebärmutter erscheinen. Vor der Einführung der bildgebenden Verfahren in der Medizin ließ sich eine Entzündung im Bereich der Adnexe durch beidhändige Tastung auch nicht zwischen Eileiter und Eierstock differenzieren. Zudem sind sie bei Entzündungen häufig gemeinsam betroffen, das heißt Eileiterentzündungen greifen sehr häufig auch auf den Eierstock über. Die gemeinsame Entzündung beider Organe wird als Adnexitis bezeichnet. In der Tiermedizin ist der Begriff „Adnexe“ eher unüblich, da die Gebärmutter bei Nicht-Primaten selbst zwei lange Ausläufer (Uterushörner) besitzt oder sogar in Form zweier vollkommen selbstständiger Schläuche ausgebildet ist. Hier verwendet man für die Entzündung den synonymen Begriff Oophorosalpingitis.